# Ogre
Ogre (în germană Oger) este un oraș din Letonia, capitala Municipiului Ogre, situat în partea centralǎ a Letoniei, la 36 km est de capitala Riga, situat la confluența râurilor Daugava și Ogre. Localitatea este oraș din 1928. Ogre este compus din trei părți: Jaunogre (Ogre Nou), Ogre (centrul orașului), și Pārogre (care înseamnă "peste (râul) Ogre").

## Istorie
Numele de Ogre provine de la râul Ogre, care traverseazǎ orașul. Ogre a fost menționat ca sat pentru prima dată în 1206, numit Oger în germană. În 1861 s-a încheiat construcția cǎii ferate Riga-Daugavpils, locuitorii din Riga, au început să construiască aici cabane de vară. În 1862 Ogre a devenit o stațiune de resort. Stema orașului a fost aprobată în 1938, și prezintǎ un râu frumos cu trei brazi din Ogre. Orașul are de asemenea, un cimitir cu resturi ale soldaților germani care au murit în timpul primului și celui de-al doilea rǎzboaie mondiale, sau care au murit în captivitatea sovieticilor între 1944 și 1951.

## Personalități născute aici
- Aija Andrejeva (Aisha) (n. 1986), cântăreață;
- Igors Stepanovs (n. 1976), fotbalist;
- Atvars Tribuncovs (n. 1976), hocheist.